# Vítkov u Tachova

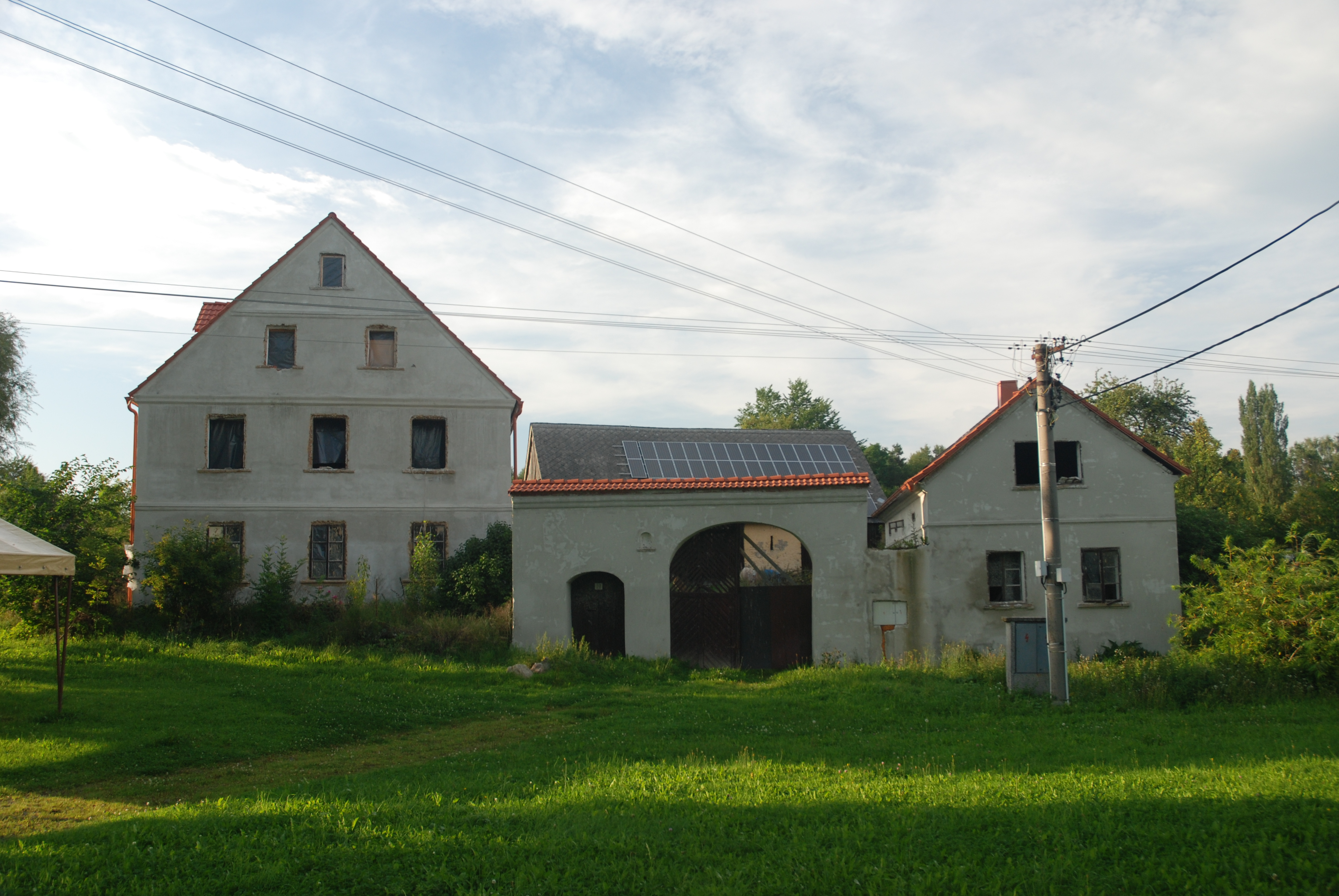
Dorfplatz

Vítkov (deutsch Wittingreith) ist ein Ortsteil von Tachov in Tschechien. Er liegt zwei Kilometer nordöstlich von Tachov an der Bezirksstraße nach Planá. Die Ortschaft selbst ist in einer Mulde versteckt, nur nach Osten öffnet sich dem Blick die Sicht auf den Höhenzug bei Damnov und Vysoké Sedliště.

## Ortsname
„Gereut“/„Reut“/„Gerodet“ bedeutet „urbar gemachtes Land“. Witigo oder auch Vitek stehen für einen Namen, so dass der Name „Rodung des Witigo“ heißt.
- 1437 Abhart von Wyttigenreuth
- 1442 czwen hoff zu Bittigenrewt gelegen
- 1443 Oswald Potzinger zu Wittingreut
- 1465 Osw. Pozinger zu Witigenreut gesessen; 1542 Wittingreyt
- 1587 ves Bittingreit .. ves Bytnkreyth
- 1606 ve vsi fečené Wityngreytu
- 1636 Wittingreith

Die ursprüngliche Form Wyttigenreut (= Vitkova kopanina) änderte sich durch die Verschiebung von gn > ng in Wittingreut.

## Geschichte
Im Wosanter Dorfrecht von 1437 erschien unter den Zeugen der Urkunde auch Abhart von Wyttingreuth und somit ist dies die erste urkundliche Erwähnung. Die nächsten urkundlichen Erwähnungen sind vom 5. Dezember 1442 als ein Wenzel Toprer, Bürger zu Tachau, u. a. zwei Höfe zu Bittingenrewt an seinen Schwager Siegmund Frankengründer abgetreten hatte. Das Urbar von 1555 bringt die Form Wittingreidt, jenes von 1587 Bittingreit und Bytnkryth. Wittingreith bedeutet das Gereute des Witigo und wurde ohne Zweifel von Deutschen gegründet. Mündliche Überlieferungen von Ahnen- und Siedlungsforschern aus Wittingreith aus der Mitte des 20. Jahrhunderts besagen, dass die Erstbesiedlung auf das 12. Jahrhundert zurückgehen soll. Die ersten Siedler sollen Mainfranken gewesen sein. Durch Seuchen wurden sie stark dezimiert und sollen im 13. Jahrhundert weitere Siedler aus ihrer Heimat nachgeholt haben.
Nach dem Münchner Abkommen wurde der Ort dem Deutschen Reich zugeschlagen und gehörte bis 1945 zum Landkreis Tachau.
Nach der Vertreibung der einheimischen Bevölkerung nach dem Zweiten Weltkrieg wurde der Ort von Tschechen besiedelt. Im Ort wurden nach Kriegsende mehrere Häuser zerstört, die Kapelle der Auffindung des Hl. Kreuzes wurde 1978 abgerissen. Im Jahre 2003 gab es noch eine einzige Deutsche im Ort, die nicht mehr nach Deutschland deportiert wurde und einen Tschechen heiratete. Sie wohnt in ihrem alten Haus.

## Einwohnerzahlen
Im Jahre 1654 zählte Wittingreith 13 Bauern, 2 Chalupner und zwei verdörte Anwesen. 1788 waren es 31 Hausnummern, 1838 41 Hausnummern. Im Jahre 1930 und 1936 wurden die letzten Hausnummern 53 und 54 errichtet. 1930 gab es 240 und 1939 208 Einwohner, zu jenem Zeitpunkt alle deutsch und römisch-katholisch. 1991 hatte der Ort 45 Einwohner. Im Jahre 2001 bestand das Dorf aus 35 Wohnhäusern, in denen 94 Menschen lebten.

## Persönlichkeiten
- Johann Franz Anton Freiherr von Zedtwitz (1713–1784), k.k. Generalfeldzeugmeister